# Macropus
Macropus är ett släkte i familjen kängurudjur (Macropodidae) som består av 14 arter, däribland en utdöd art. Till släktet hör den röda och de gråa jättekänguruer, undersläktet Osphranter (wallaroo) och de egentliga vallaby.

## Utseende
Det finns påfallande storleksskillnader inom släktet. De minsta arterna, damavallaby och parmavallaby, når bara en kroppslängd (huvud och bål) av 42 till 53 cm och en vikt mellan 2,5 och 6 kg. Därtill kommer en ungefär lika lång svans. Hanar av den största arten, röd jättekänguru, blir däremot 1,3 till 1,6 m långa (huvud och bål) samt upp till 90 kg tunga. Deras svans är 1,0 till 1,2 m lång och när de står på sina bakre extremiteter kan de vara 2,1 m höga. Hos de mindre arterna är hanar och honor ungefär lika stora men hos de stora arterna är hanarna tydlig större. Pälsens grundfärg är beroende på art eller underart silvergrå, blågrå, brun eller rödaktig. Flera arter har kännetecknande strimmor på kroppens sidor eller i ansiktet.
Som typiska känguruer är deras bakre extremiteter förstorade och den kraftiga svansen används för att hålla balansen eller som femte fot. I honornas väl utvecklade pung (marsupium) finns fyra spenar och öppningen är framåt.

## Utbredning och habitat
Släktet förekommer i Australien, på Nya Guinea, på Tasmanien och på flera mindre öar i samma region. Habitatet är beroende på art. Vissa arter lever i mer eller mindre täta skogar, flera arter förekommer i savanner med några träd och buskar och några medlemmar hittas i täta buskmarker.

## Ekologi
De flesta arterna vilar under dagens hetaste timmar och är aktiva mellan skymningen och gryningen. När de äter går de långsamt på fyra eller "fem" fötter (med svansen). För att springa snabb hoppar de på sina bakre extremiteter. Stora arter skuttar vanligen 1,2 till 1,9 m lång och ibland hoppar de 9 m lång eller i sällsynta fall 13 m. Vid dessa tillfällen når de en hastighet upp till 48 km/h.
Födan utgörs huvudsakligen av gräs och arterna kan uthärda längre tider utan dricka. Ibland gräver de i marken för att nå grundvattnet eller de äter vätskefyllda rötter. Damavallbyn kan till och med dricka lite saltvatten.
Det sociala beteende är inte likadant för alla arter. Ibland lever individerna ensam och ibland bildar de mer eller mindre stora flockar. Reviret försvaras vanligen inte mot artfränder men hos flera arter förekommer strider mellan hanarna om en bättre position i hierarkin.
Honor är 28 till 33 dagar dräktiga och sedan föds en unge eller sällan tvillingar. Hos flera arter parar sig honan direkt efter ungens födelse och det befruktade ägget vilar tills syskonet lämnar pungen. Ungdjuret lämnar pungen efter 190 till 320 dagar. Hos mindre arter slutar honan efter 300 till 450 dagar med digivningen. Ungar av stora arter dias 1 till 1,5 år.
Livslängden varierar mellan cirka 10 år för damavallaby och upp till 27 år för röd jättekänguru.

## Systematik

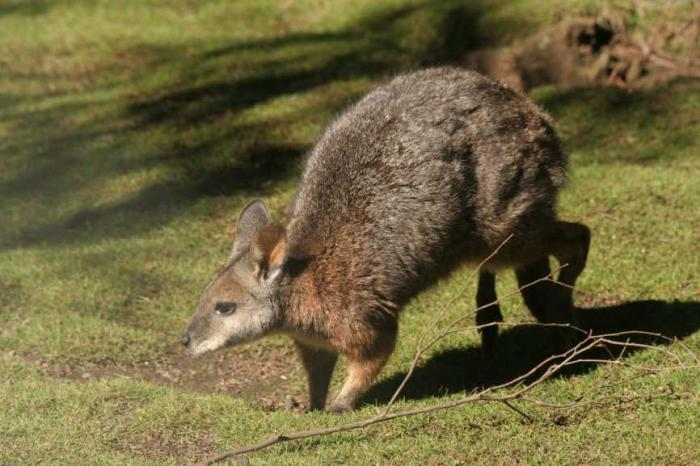
Damavallaby är en av de minsta arterna i släktet.

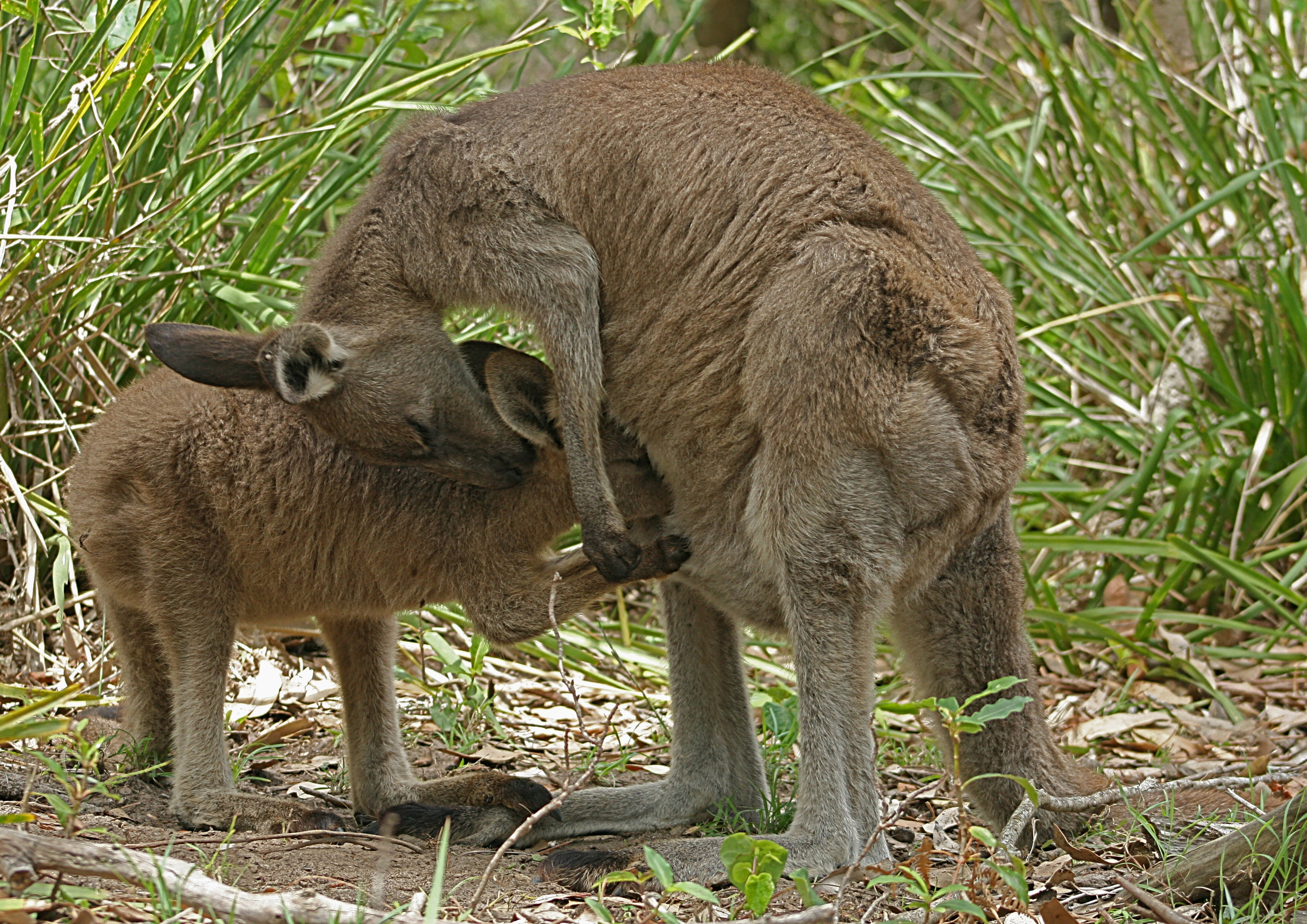
Ett ungdjur av grå jättekänguru får di.

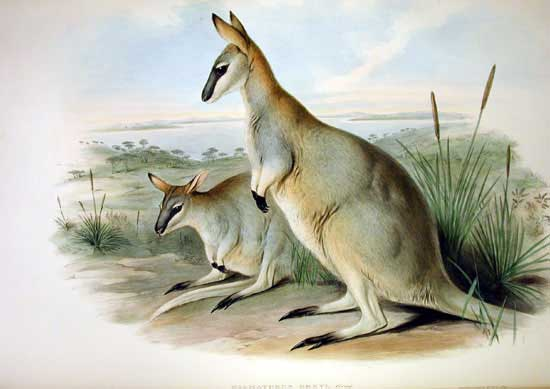
Macropus greyi dog ut under 1920-talet.

De tre största arterna kallas jättekänguru men namnet syftar bara på storleken, inte på släktskapet.
- Undersläkte vallaby (Notamacropus)
  - Macropus agilis
  - Macropus dorsalis
  - Damavallaby (Macropus eugenii)
  - † Macropus greyi
  - Macropus irma
  - Parmavallaby (Macropus parma)
  - Pisksvansvallaby (Macropus parryi)
  - Rödhalsad vallaby (Macropus rufogriseus)
- Undersläkte gråa jättekänguruer (Macropus)
  - Grå jättekänguru (M. giganteus)
  - Känguruöns jättekänguru (M. fuliginosus)
- Undersläkte Osphranter
  - Vallaro eller bergkänguru (M. robustus)
  - Macropus bernardus
  - Macropus antilopinus
- Undersläkte Megaleia
  - Röd jättekänguru (M. rufus)

## Status och hot
Arterna reagerade mer eller mindre känsliga på landskapsförändringar efter européernas ankomst i regionen.  Individerna jagades eller jagas fortfarande för köttets och pälsens skull. Situationen försämrades dessutom av nya konkurrenter om födan som kaniner och får. Arter med mindre utbredningsområden blev därför hotade i beståndet och en art listas av IUCN som utdöd. Vissa arter gynnades av skogsavverkningar. Av de nu levande arterna listas parmavallabyn och Macropus bernardus som nära hotad (NT) och alla andra arterna som livskraftiga (LC).